# Cochinoca (departamento)
| Departamento Cochinoca             | Departamento Cochinoca |
| ---------------------------------- | --- |
| País:                              | Argentina |
| Província:                         | Jujuy |
| Capital:                           | Abra Pampa |
| Superfície:                        | 7.837 km² |
| População:                         | 12.111 (IDEC - 2001) |
| Densidade:                         | 1,5 hab/km² |
| Altitude:                          | |
| Localização:                       | |
| Municípios e comissões municipais: | - Abra Pampa, (7.496 habitantes) - Puesto del Marqués, (299 habitantes) - Abdón Castro Tolay, (229 habitantes) - Rinconadillas, (189 habitantes) - Santuario de Tres Pozos, (164 habitantes) - Casabindo, (155 habitantes) - Tusaquillas, (93 habitantes) - Cochinoca, (75 habitantes) - San Francisco de Alfarcito, (57 habitantes) - Abralaite, (53 habitantes) |
| Web:                               | |
| Localização na província           | |
| Departamento                       | |

Cochinoca é um departamento da Argentina, localizado na província de Jujuy.